# Nargiz Birk-Petersen
Nargiz Birk-Petersen (en azéri: Nərgiz Birk-Petersen), née Nargiz Abbaszadeh en 1976, est une présentatrice de télévision et commentatrice azerbaïdjanaise. Le 22, 24 et 26 mai 2012, elle présente le Concours Eurovision de la chanson 2012 à Bakou en Azerbaïdjan avec Eldar Gasimov et Leyla Aliyeva.

## Biographie
La mère de Nargiz Birk-Petersen est Maleyka Abbaszadeh, la présidente du Comité d'État pour l'admission des étudiants d'Azerbaïdjan. Elle a une sœur nommée Nigar. À l'âge de 16 ans, Nargiz vit sa première expérience à la télévision. Au cours de ses années d'étudiante, elle travaille également pour la télévision étudiante de son université, l'université Khazar en tant que journaliste d'un programme d'informations en anglais. Plus tard, Nargiz étudie le droit aux États-Unis où elle mène une carrière de mannequin afin de payer ses études. Elle continue ensuite à exercer le droit aux États-Unis et en Russie. Enfin, elle est responsable du département des relations publiques de la candidature de Bakou pour les Jeux olympiques d'été de 2020.
Elle est mariée à Ulrik Birk-Petersen et réside à Copenhague au Danemark avec son mari et leurs deux enfants.